# Freebase
Freebase is een via het Internet bereikbare Engelstalige kennisbank, bedoeld om kennis op allerlei gebieden te ontsluiten via het leggen van (specifieke) verbanden tussen personen, organisaties, plaatsen etc.  Freebase sluit daarmee aan op de concepten van het semantisch web en linked data.
Freebase is ontwikkeld door het Amerikaanse bedrijf Metaweb Technologies van Danny Hillis. Sinds maart 2007 is de kennisbank openbaar, niet slechts voor raadpleging, maar ook voor aanvulling. Freebase werd in 2007 gelanceerd om een "Wikipedia voor gestructureerde data" te zijn. Metaweb werd in 2010 door Google overgenomen, maar fungeert nog als afzonderlijk bedrijf en heeft nu Freebase als belangrijkste bezigheid.
De software die Metaweb gebruikt om de kennisbank te laten draaien is niet gebaseerd op het gebruikelijke relationele database-model met tabellen, maar gaat uit van een flexibeler graphen-model, waarin de relaties tussen items (personen, dingen, organisaties, plaatsen, data, projecten et cetera) centraal staan.
Freebase is een open database onder Creative Commons (CC BY) licentie.
Het bevragen van de database kan met de eigen MQL (Metaweb Query Language).
MQL is een vergelijkbare RDF zoektaal aan SPARQL.
Freebase heeft een eigen identifier.

## Uitfasering en sluiting
Op 16 december 2014 maakte Freebase bekend dat de site en daarbij dus ook de dienst zal gaan sluiten, Wikidata wordt als vervanger aangemerkt. De gegevens van Freebase zijn na beoordeling overgezet naar Wikidata, waarna de website geleidelijk is uitgefaseerd. Op 31 augustus 2016 is de bijhorende API buiten werking gesteld, ontwikkelaars zijn dan aangewezen op Wikidata. Het is wel mogelijk om de complete database van Freebase te downloaden.